# Anishta Teeluck
Anishta Teeluck, née le 7 mai 2001 à Milan, est une nageuse mauricienne.

## Carrière
Elle obtient aux Championnats d'Afrique de natation 2022 à Tunis la médaille d'argent sur 100 et 200 mètres dos.
Aux Jeux des îles de l'océan Indien 2023 à Madagascar, elle remporte la médaille de bronze du 200 mètres nage libre ainsi que du  relais 4 × 100 m nage libre.
Elle remporte la médaille d'or sur 200 mètres dos aux Jeux africains de 2023 à Accra et aux Championnats d'Afrique de natation 2024 à Luanda.